# Överbyn, Bötom

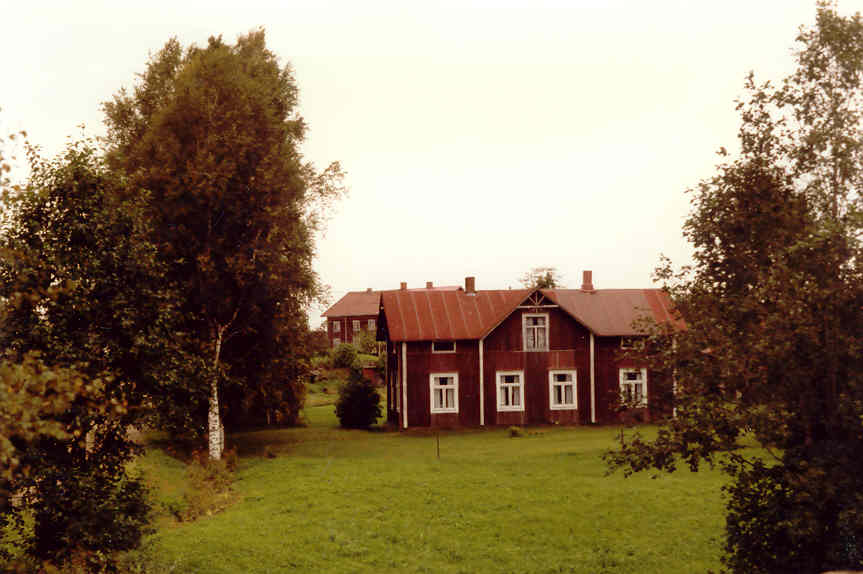
Överby i Bötom, sommaren 1990.

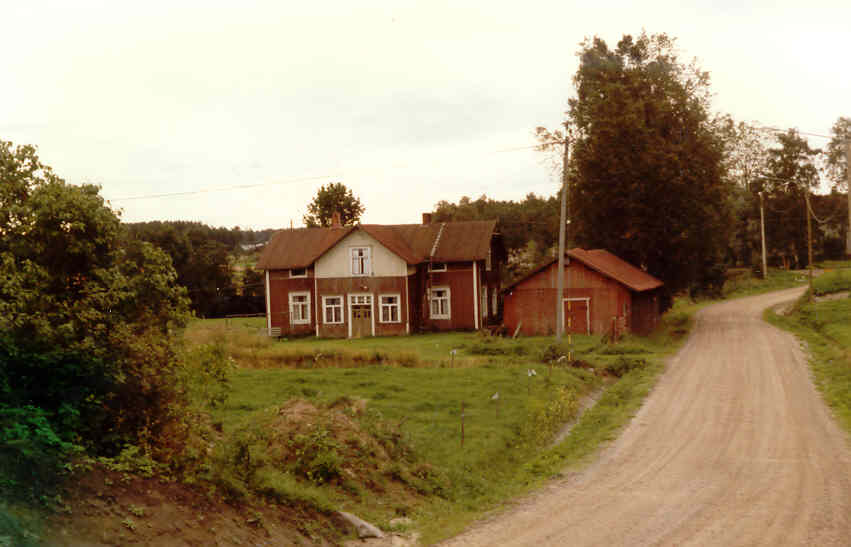
Överby i Bötom, sommaren 1990.

Överbyn (finska Ylikylä) är en by i kommunen Bötom i landskapet Södra Österbotten i före detta Västra Finlands län. Till byn hör även Järvikylä och Skogslunds by.